# Anomoeotidae
Famille
Les Anomoeotidae sont une famille de lépidoptères (papillons) de la super-famille des Zygaenoidea.
La systématique de ce taxon est encore imparfaitement comprise : il était autrefois considéré comme une sous-famille de la famille des Zygaenidae, et certains auteurs récents le traitent comme une sous-famille des Himantopteridae.

## Liste des genres
D'après LepIndex (2 mars 2019), cette famille est constituée des six genres valides suivants :
- Akesina Moore, 1888
- Anomoeotes Felder, 1874
- Dianeura Butler, 1888
- Plethoneura Bryk, 1913
- Staphylinochrous Butler, 1894
- Thermochrous Hampson, 1910